# 新田 (仙台市)
新田（しんでん）は、宮城県仙台市宮城野区の町丁。日本各地にある新田の区域名と同様に、近世に行われた新田開発に由来する地域であり、現在では住宅地になっている。郵便番号は983-0038。新田の住民基本台帳に基づく人口は10,132人、世帯数は5,453世帯（2025年4月1日現在）。現行行政地名は新田一丁目から新田五丁目。住居表示は全域で実施している。

## 地理
新田は仙台市の東部にあって、宮城野区の中ではおおよそ中央部に位置する。南部を梅田川および仙石線に、東部を仙台バイパスに、北東部を梅田川の支流の高野川に、北西部を東北本線ならびに東北新幹線に、南西部を梅田川支流の藤川に囲まれている。
新田の町内の施設としては、仙台市立新田小学校や仙台新田郵便局があり、東仙台地区との境界となっている東北本線に東仙台駅が置かれている。この地区の北側はやや小高い丘陵地になっていて、現在では住宅が立ち並ぶが、古くは小鶴城という城館が存在した。1995年（平成7年）に新田の町名になる以前は、古宿、新田西町、新田北町、館町、高瀬町、原町苦竹字新田、小鶴字西田、小鶴字屋舗などと地区が細かく分かれていた。現在でも町内会の名にそれらの一部が残っている。
新田町内には大山祗神社と諏訪神社の二つの神社があり、また新田東の北側外縁に羽山神社がある。大山祗神社の神体は、大日の梵字と元弘3年が記された板碑である。この神社は古くは大日堂と呼ばれ、新田と小鶴の境界にあった。1784年（天明4年）に現在地に遷宮し、明治時代の初めに大山祗神社の社号に変わった。大山祗神社の境内には樹齢250年と推定されるイチョウの大樹があり、仙台市の保存樹木に指定されている。寺院としては新田地区北側の丘陵地に円護寺がある。
新田出身の著名人として、プロボクサーとしてデビューし、その引退後にコメディアン、俳優となったたこ八郎がいる。

## 歴史
戦国時代のこの地は、国分氏と留守氏の領土の境界付近であり、合戦も行われた。小鶴城について、『古城書上』では城主不明、東西60間、南北36間の平城、『封内風土記』では城主が逸見丹波、『安永風土記』では城主が逸見丹波で竪38間、横27間、1641年（寛永18年）には畑になっていたと記されている。逸見氏（辺見氏とも）は留守氏に従った武将だが、これ以後は歴史に現れなくなり、没落したと伝えられている。現在、小鶴城跡の北側にある屋舗公園は水堀の跡と推定されている。
また、小鶴城の南に小鶴沼（小鶴池とも）と小鶴川という沼地と河川があった。小鶴沼に関しては次のような言い伝えがある。昔、この地に長者がいて、その使用人に小鶴という子持ちの女性がいた。長者は小鶴に田植えを命じ、その田圃が広すぎたことから世話を見てやれなかった小鶴の子供が死んでしまった。悲しみに暮れた小鶴はこの沼に身を投げ、それを哀れんだ村人がこの沼を小鶴沼と呼ぶようになったという。小鶴沼は江戸時代前期には開墾されてなくなった。
江戸時代のこの地は、苦竹村と小鶴村の境目に当たった。『安永風土記』の苦竹村の「風土記御用書出」によれば、仙台藩藩主伊達氏の家臣で志田郡松山城主の茂庭氏が苦竹村の新田開発に当たり、そこが新田町と呼ばれたという。新田町には家中屋敷1軒、足軽屋敷25軒の集落が形成された。
明治時代になって市制や町村制が施行されると、1889年（明治22年）に苦竹村は宮城郡原町に、小鶴村は岩切村に含まれた。1928年（昭和3年）に原町は仙台市に編入されることになり、苦竹の新田は仙台市内となった。小鶴を含む岩切村は1941年（昭和16年）に仙台市に編入された。
1925年（大正14年）に現在の仙石線に当たる宮城電気鉄道が仙台から西塩釜まで開通し、この後、新田駅が開業した。新田駅は、現在の仙石線古宿踏切のやや東側に置かれ、それによってそれまで本通りだった道が分断されて裏道のようになったという話が残っている。また既に開通していた東北本線において、1932年（昭和7年）に信号場から昇格する形で東仙台駅が設置され、東仙台駅周辺で土地区画整理が行われた。これは仙台市における都市計画法に基づく初めての土地区画整理だった。この頃の新田では、同じ面積なら水田より畑地の方が収入を多く得られるという理由で、稲作から畑作に乗り換える事例があった。そこで作られた野菜は主に仙台市内で消費されたが、ハクサイやジャガイモは東京方面へ出荷もされ、またメロンやトマト、キュウリが温室で栽培された。太平洋戦争中の1943年（昭和18年）、苦竹にあった東京第一陸軍造兵廠仙台製造所への工員輸送のために、新田駅は造兵廠前に苦竹駅と名を変えて移転した。
新田は昭和40年代頃から宅地化が進んで、街並みが広がっていき、1966年（昭和41年）には仙台市立新田小学校が開校した。この付近での市街地化は新田で長らく止まっていて、新田から東側は田子まで水田を主とする耕作地が広がっていたが、1994年（平成6年）から2016年（平成28年）にかけて、新田の東側に隣接する61.6ヘクタールの土地を新田東として造成する区画整理事業が行われた。これに合わせて、2004年（平成16年）に仙石線に小鶴新田駅が誕生し、駅前の大通りには商業施設や市民球場が建設されていった。
2008年（平成20年）、新田二丁目にあった仙台政府倉庫が解体された。この倉庫は、国民の生活の安定ために穀類を備蓄する目的で、1936年（昭和11年）に国立米穀倉庫として建設されたものであり、建設当時は東仙台駅から倉庫敷地まで専用鉄道が敷設されていた。倉庫解体の計画が公表されると、この歴史ある倉庫群の保全を求める声も挙がったが、計画は見直されず倉庫は全て解体され、跡地には川内追廻住人の集団移転用の団地が造られた。倉庫はなくなったが、かつての倉庫前に当たる東北本線の踏切の名称は今でも「倉庫前」である。

### 町名の変遷
町名の変遷は以下の通りである。
| 変更後             | 変更前         | 変更前         | 変更日                    |
| 町丁               | 大字           | 小字           | 変更日                    |
| ------------------ | -------------- | -------------- | ------------------------- |
| 新田一丁目（新設） | 新田西町一丁目 | 新田西町一丁目 | 1995年（平成7年）7月3日   |
| 新田一丁目（新設） | 新田西町二丁目 |                | 1995年（平成7年）7月3日   |
| 新田一丁目（新設） | 古宿町一丁目   |                | 1995年（平成7年）7月3日   |
| 新田一丁目（新設） | 古宿町二丁目   |                | 1995年（平成7年）7月3日   |
| 新田一丁目（新設） | 古宿町三丁目   |                | 1995年（平成7年）7月3日   |
| 新田一丁目（新設） | 古宿町四丁目   |                | 1995年（平成7年）7月3日   |
| 新田一丁目（新設） | 平成二丁目     |                | 1995年（平成7年）7月3日   |
| 新田一丁目（新設） | 原町苦竹       | 字新田         | 1995年（平成7年）7月3日   |
| 新田一丁目（新設） | 原町苦竹       | 字古宿北       | 1995年（平成7年）7月3日   |
| 新田一丁目（新設） | 原町苦竹       | 字屋敷前       | 1995年（平成7年）7月3日   |
| 新田一丁目（新設） | 原町苦竹       | 字松山下北     | 1995年（平成7年）7月3日   |
| 新田一丁目（新設） | 原町苦竹       | 字南古宿       | 1995年（平成7年）7月3日   |
| 新田二丁目（新設） | 原町苦竹       | 字案内前上     | 1995年（平成7年）7月3日   |
| 新田二丁目（新設） | 原町苦竹       | 字上境         | 1995年（平成7年）7月3日   |
| 新田二丁目（新設） | 原町苦竹       | 字新田         | 1995年（平成7年）7月3日   |
| 新田二丁目（新設） | 原町苦竹       | 字古宿北       | 1995年（平成7年）7月3日   |
| 新田二丁目（新設） | 原町苦竹       | 字屋敷前       | 1995年（平成7年）7月3日   |
| 新田二丁目（新設） | 新田北町一丁目 |                | 1995年（平成7年）7月3日   |
| 新田二丁目（新設） | 新田北町二丁目 |                | 1995年（平成7年）7月3日   |
| 新田二丁目（新設） | 新田北町三丁目 |                | 1995年（平成7年）7月3日   |
| 新田二丁目（新設） | 新田北町四丁目 |                | 1995年（平成7年）7月3日   |
| 新田二丁目（新設） | 新田北町五丁目 |                | 1995年（平成7年）7月3日   |
| 新田二丁目（新設） | 新田西町二丁目 |                | 1995年（平成7年）7月3日   |
| 新田二丁目（新設） | 新田西町三丁目 |                | 1995年（平成7年）7月3日   |
| 新田二丁目（新設） | 新田西町四丁目 |                | 1995年（平成7年）7月3日   |
| 新田二丁目（新設） | 小鶴           | 字西田         | 1995年（平成7年）7月3日   |
| 新田三丁目（新設） | 小鶴           | 字後堤         | 1995年（平成7年）7月3日   |
| 新田三丁目（新設） | 小鶴           | 字西風         | 1995年（平成7年）7月3日   |
| 新田三丁目（新設） | 小鶴           | 字西田         | 1995年（平成7年）7月3日   |
| 新田三丁目（新設） | 小鶴           | 字羽山         | 1995年（平成7年）7月3日   |
| 新田三丁目（新設） | 小鶴           | 字屋舗         | 1995年（平成7年）7月3日   |
| 新田三丁目（新設） | 新田北町五丁目 |                | 1995年（平成7年）7月3日   |
| 新田三丁目（新設） | 館町一丁目     |                | 1995年（平成7年）7月3日   |
| 新田三丁目（新設） | 原町苦竹       | 字上境         | 1995年（平成7年）7月3日   |
| 新田四丁目（新設） | 原町苦竹       | 字新田         | 1995年（平成7年）7月3日   |
| 新田四丁目（新設） | 原町苦竹       | 字新田東       | 1995年（平成7年）7月3日   |
| 新田四丁目（新設） | 原町苦竹       | 字新田南上     | 1995年（平成7年）7月3日   |
| 新田四丁目（新設） | 原町苦竹       | 字新田南中     | 1995年（平成7年）7月3日   |
| 新田四丁目（新設） | 原町苦竹       | 字谷地道北上   | 1995年（平成7年）7月3日   |
| 新田四丁目（新設） | 原町苦竹       | 字上境         | 1995年（平成7年）7月3日   |
| 新田四丁目（新設） | 館町一丁目     |                | 1995年（平成7年）7月3日   |
| 新田四丁目（新設） | 館町二丁目     |                | 1995年（平成7年）7月3日   |
| 新田五丁目（新設） | 高瀬町         | 高瀬町         | 1995年（平成7年）7月3日   |
| 新田五丁目（新設） | 原町苦竹       | 字川北         | 1995年（平成7年）7月3日   |
| 新田五丁目（新設） | 原町苦竹       | 字北谷地上     | 1995年（平成7年）7月3日   |
| 新田五丁目（新設） | 原町苦竹       | 字新田         | 1995年（平成7年）7月3日   |
| 新田五丁目（新設） | 原町苦竹       | 字新田南上     | 1995年（平成7年）7月3日   |
| 新田五丁目（新設） | 原町苦竹       | 字新田南中     | 1995年（平成7年）7月3日   |
| 新田五丁目（新設） | 原町苦竹       | 字中原         | 1995年（平成7年）7月3日   |
| 新田五丁目（新設） | 原町苦竹       | 字古宿北       | 1995年（平成7年）7月3日   |
| 新田五丁目（新設） | 原町苦竹       | 字南古宿       | 1995年（平成7年）7月3日   |
| 新田三丁目         | 小鶴           | 字羽山         | 2007年（平成19年）1月20日 |

## 世帯数と人口
2025年（令和7年）4月1日現在の世帯数と人口は以下の通りである。
| 町丁       | 世帯数    | 人口     |
| ---------- | --------- | -------- |
| 新田一丁目 | 1,262世帯 | 2,095人  |
| 新田二丁目 | 1,125世帯 | 2,063人  |
| 新田三丁目 | 907世帯   | 1,848人  |
| 新田四丁目 | 1,564世帯 | 2,906人  |
| 新田五丁目 | 595世帯   | 1,220人  |
| 計         | 5,453世帯 | 10,132人 |

## 小・中学校の学区
小・中学校の学区は以下の通りとなる。
| 町丁       | 街区符号・住居番号   | 小学校       | 中学校       |
| ---------- | -------------------- | ------------ | ------------ |
| 新田一丁目 | 全域                 | 新田小学校   | 東仙台中学校 |
| 新田二丁目 | 全域                 | 新田小学校   | 東仙台中学校 |
| 新田三丁目 | 全域                 | 新田小学校   | 東仙台中学校 |
| 新田四丁目 | 全域                 | 新田小学校   | 東仙台中学校 |
| 新田五丁目 | 1-1から1-32          | 新田小学校   | 東仙台中学校 |
| 新田五丁目 | 1-34から町名の終わり | 新田小学校   | 東仙台中学校 |
| 新田五丁目 | 1-33                 | 東仙台小学校 | 東仙台中学校 |

## 交通

### 鉄道
鉄道駅はない。最寄り駅は■東北本線の東仙台駅。

### バス
- 仙台市営バス[32][33]
  - 新田小学校入口（75/230/233系統）
  - 新田二丁目東 - 新田二丁目 - 新田一丁目東 - 新田一丁目（215系統）

### 道路

#### 都市計画道路
- 3･2･31 六丁目新田線[34]
- 3･3･340 新田田子線[34]
- 3･4･308 新田東線[34]

## 施設

### 公園
- 新田二丁目公園（新田二丁目301-8）[35]
- 屋舗公園（新田三丁目49-2外）[35]
- 西田公園（新田三丁目261-1外）[35]
- 新田公園（新田四丁目12）[35]
- 小鶴公園（新田四丁目25）[35]
- 川北公園（新田五丁目9）[35]